# Borderlands (film)
A Borderlands 2024-ben bemutatott amerikai sci-fi akciófilm, amelyet Eli Roth rendezett, az azonos című videójáték alapján. A főbb szerepekben Cate Blanchett, Kevin Hart, Jack Black, Édgar Ramírez és Ariana Greenblatt láthatók.
Amerikában 2024. augusztus 9-én, míg Magyarországon egy nappal korábban, augusztus 8-án mutatták be a mozikban.

## Cselekmény
A Pandora bolygón Roland zsoldos katona a pszichopata Krieg segítségével elrabolja Tiny Tina tizenéves lányt. Eközben egy másik bolygón Atlas vállalati mágnás kapcsolatba lép Lilith fejvadásszal. Meggyőzi őt, hogy mentse meg a lányát, Tinát. Lilith beleegyezik, és visszatér Pandorára, a szülőbolygójára, ahol gyermekkora óta nem járt. Pandorán a beszélő robot, Claptrap fogadja, aki segít neki visszahozni Tinát.
Lilith azonban rájön, Tina nem akar visszatérni az apjához. Atlas magánhadserege megpróbálja visszakényszeríteni őt. Lilith összefog Rolanddal és Krieggel, és megtudja, hogy Tinát genetikailag módosították az eridiaiak biológiai anyagával, egy ősi civilizációval, amely az ókorban lakta Pandorát. Atlas úgy véli, csak így lehet kinyitni a széfet, ahol az elveszett civilizáció technológiáját tárolják.
Lilith nevelőanyja, Dr. Patricia Tannis segítségével a csoport megtalálja a széf kulcsát. A bejárat azonban egy földalatti labirintusban van, amelyet egy látnokokból álló törzs lakja. Sikerül a kulcsot a felszínre juttatniuk. Lilith elpusztítja az Atlas által neki adott kommunikációs eszközt, de Atlas azonnal kapcsolatba lép vele drónon keresztül, és elmagyarázza, még mindig szüksége van Tinára. A beszélgetés végét hallva Tina azt hiszi, hogy Lilith elárulta őt. Egy kézigránátot hajít Lilith felé, de Lilith ettől csak elájul. Claptrap ekkor tudtán kívül lejátszik egy holografikus üzenetet, amelyet az anyja rögzített Lilith számára.
Másnap Lilith és Claptrap nélkül a csapat megtalálja a széfet, de Atlas már vár rájuk. Tina azonban nem tudja kinyitni a páncéltermet. Lilith megjelenik, és elmagyarázza, ő az egyetlen, aki meg tudja csinálni, mivel ő egy "Tűzsólyom" néven ismert eridiai. Atlas megfenyegeti Tinát, hogy megöli, ha Lilith nem nyitja ki a Széfet. Lilith engedelmeskedik, végül csapdába ejti Atlast, akit egy lény elhurcol. A csoport megünnepli a túlélésüket.

## Szereplők
| Szerep              | Színész              | Magyar hang            |
| ------------------- | -------------------- | ---------------------- |
| Lilith              | Cate Blanchett       | Haumann Petra          |
| Roland              | Kevin Hart           | Csőre Gábor            |
| Claptrap            | Jack Black (hangja)  | Kálloy Molnár Péter    |
| Atlas               | Édgar Ramírez        | Horváth-Töreki Gergely |
| Tiny Tina           | Ariana Greenblatt    | Hegedűs Johanna        |
| Krieg               | Florian Munteanu     | Olt Tamás              |
| Mad Moxxi           | Gina Gershon         | Balogh Anna            |
| Dr. Patricia Tannis | Jamie Lee Curtis     | Kovács Nóra            |
| Lilith anyja        | Haley Bennett        |                        |
| Larry               | Bobby Lee            | Elek Ferenc            |
| Krom                | Olivier Richters     |                        |
| Knoxx parancsnok    | Janina Gavankar      | Mikecz Estilla         |
| Jakobs              | Cheyenne Jackson     |                        |
| Hammerlock          | Charles Babalola     |                        |
| Marcus              | Benjamin Byron Davis | Törköly Levente        |
| Scooter             | Steven Boyer         |                        |
| Ellie               | Ryann Redmond        |                        |
| közvetítő           | Harry Ford           |                        |

### Magyar változat
- Magyar szöveg: Szentmihályi Hunor
- Hangmérnök: Schriffert László
- Vágó: Simkóné Varga Erzsébet
- Gyártásvezető: Cabello-Colini Borbála
- Szinkronrendező: Nikodém Zsigmond
- Produkciós vezető: Kónya Andrenn

A szinkront a Mafilm Audio Kft. készítette.

## A film készítése
A Gearbox Software vezérigazgatója, Randy Pitchford 2011-ben tárgyalt először a Borderlands lehetséges filmadaptációjáról az Arad Productions producereivel, Ari és Avi Araddal. 2015 májusában Leigh Whannell tárgyalásokat folytatott a Lionsgate-tel a videójáték-sorozat adaptációjának megírásáról és rendezéséről. A filmet hivatalosan 2015 augusztusában jelentették be, Whannell bevonása azonban elmaradt. 2016 áprilisában Aaron Berget kérték fel az anyag R-kategóriás változatának megírására. 2018 júniusára Oren Uziel vette át Bergtől a forgatókönyvírói feladatokat.
2020 februárjában Eli Rothot a Craig Mazin által írt forgatókönyvből készült film rendezőjeként szerződtették, a producer pedig Erik Feig. 2020 májusában Cate Blanchett kapta meg Lilith szerepét. A többi szereplőt 2021 januárja és áprilisa között jelentették be.
A forgatás 2021. április 1-jén kezdődött Budapesten, a koronavírus-járvány idején, és június 22-én fejeződött be.
A film bemutatása azonban a forgatást követően két évig halasztódott, eközben pótforgatások is történtek, miközben a forgatókönyvet is többször átírták, emiatt az eredeti forgatókönyvíró, Craig Mazin le is vetette a nevét a stáblistáról. Utóbb kiderült, hogy az eredetileg durvább, R-kategóriás történetet a stúdió nyomására kellett utólag „családbarátabbá” tenni. A lentebb hivatkozott kritikák is megjegyzik, hogy az utólagos módosítások sokat ártottak a film cselekményének. 

## Bemutató
A Borderlands premierje a Los Angeles-i TCL Chinese Theatre-ben volt 2024. augusztus 6-án. Az Egyesült Államokban a Lions Gate Entertainment forgalmazásában 2024. augusztus 9-én került a mozikba. A film gyártása 110-120 millió dollárból készült, a Lionsgate pedig 30 millió dollárt költött nyomtatásra és reklámra. A nemzetközi előértékesítések állítólag a gyártási költségek 60%-át fedezték. A Borderlands 3 eladásai a Steamen a film megjelenése után megnőttek, és az egyidejű játékosok száma megduplázódott, körülbelül 6000-ről 12 231-es csúcsértékig.

## Fogadtatás
A film rövid úton kritikailag és anyagilag is megbukott. A vélemények szerint a film élőszereplős karakterei, annak dacára, hogy ismert színészek alakítják őket, a játékbelikehez képest sokkal gyengébbek, sótlanabbak, vagy épp idegesítőbbek, miközben unalmas és kiszámítható történettel, valamint gyenge technikájú látványvilággal rendelkezik, ennek fő okaként pedig az utólagos változtatásokat nevezték meg. A 110-120 milliós költséggel készült film csak 31 milliós bevételt tudott összehozni, ami miatt a mozipremier után három héttel már streamingre is küldték.